# Kanako Nishikawa
Kanako Nishikawa (jap. 西川可奈子, Nishikawa Kanako; * 5. November 1985 – nach anderen Angaben 1987 – in Sakai, Präfektur Osaka) ist eine japanische Schauspielerin.

## Leben
Kanako Nishikawa wurde am 5. November 1985 oder 1987 in Sakai geboren. Größere Bekanntheit in Deutschland erhielt sie dank ihrer Rolle der psychisch labilen Akane im Erotikfilm White Lily. Sie wirkte ein Jahr zuvor in einer Episode der Fernsehserie Hotel Concierge mit. 2018 folgten Besetzungen in I Will Never Forgive, Single Mom: Yasashii Kazoku und Under Your Bed. 2020 hatte sie eine Episodenrolle in der Mini-Serie Special Investigation Nine.

## Filmografie (Auswahl)
- 2015: Hotel Concierge (ホテルコンシェルジュ Hoteru konsheruju; Mini-Serie, Episode 1×09)
- 2016: White Lily (ホワイトリリー Howaito rirī)
- 2018: I Will Never Forgive (私は絶対許さない Watashi wa zettai yurusanai)
- 2018: Single Mom: Yasashii Kazoku (single mom 優しい家族。)
- 2018: Under Your Bed (アンダー・ユア・ベッド Andā yua beddo)
- 2020: Special Investigation Nine (特捜9 Tokusō nain; Mini-Serie, Episode 3×04)